# Ceamurlia de Jos
Ceamurlia de Jos es una comuna ubicada en el distrito de Tulcea, Rumania.

## Superficie
Posee una superficie de 161,2 kilómetros cuadrados.

## Demografía
Hasta 2021 la población era de 2122 habitantes, con una densidad de población de 13,16 habitantes por kilómetro cuadrado.